# Frédéric Théodore Faber
Frédéric Théodore Faber est un peintre, graveur et manufacturier né le 4 juin 1782 à Bruxelles et mort le 13 avril 1844 à Bruxelles.

## Biographie
Fils du peintre Johann Hermann Faber (1734-1800), Frédéric Théodore Faber est l'élève de son père puis de Balthasar Ommeganck. Devenu peintre d'animaux et de paysages, il fonde une fabrique de porcelaine qu'il dirige, abandonnant progressivement la peinture sur toile pour celle sur porcelaine.
Nommé peintre sur porcelaine de la Cour, il réalise pour le roi des Pays-Bas un service de table sur lequel se trouvaient reproduits, de sa main, les plus beaux châteaux du royaume. 
Il dirige la Manufacture de porcelaine d'Ixelles à partir de 1818.
Il obtient une médaille d'or à l'exposition de produits de l'industrie nationale de 1820. Il réalise également une centaine de gravures à l'eau-forte, cataloguées à Paris par son neveu Hillemacher en 1843.

## Œuvres

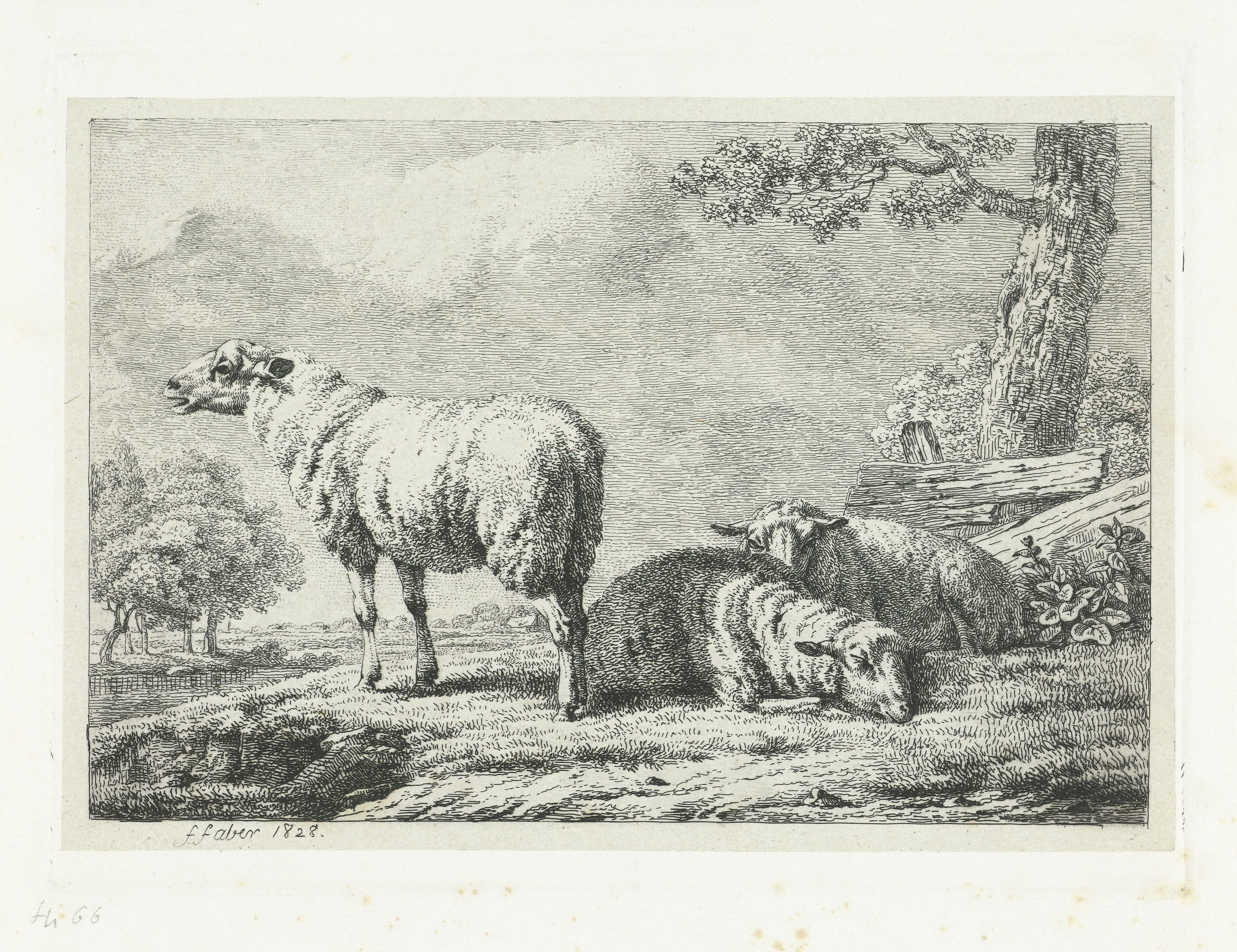
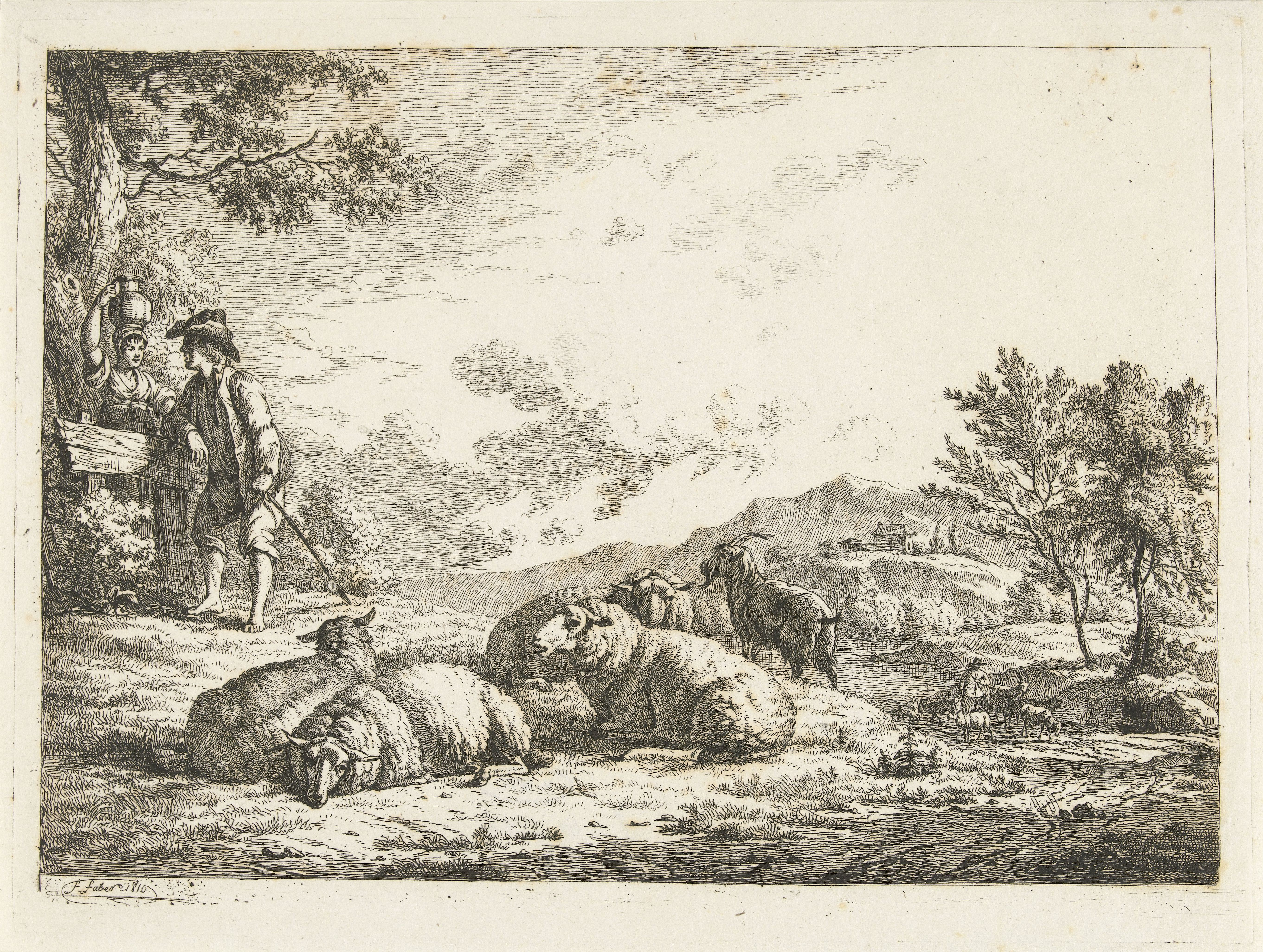
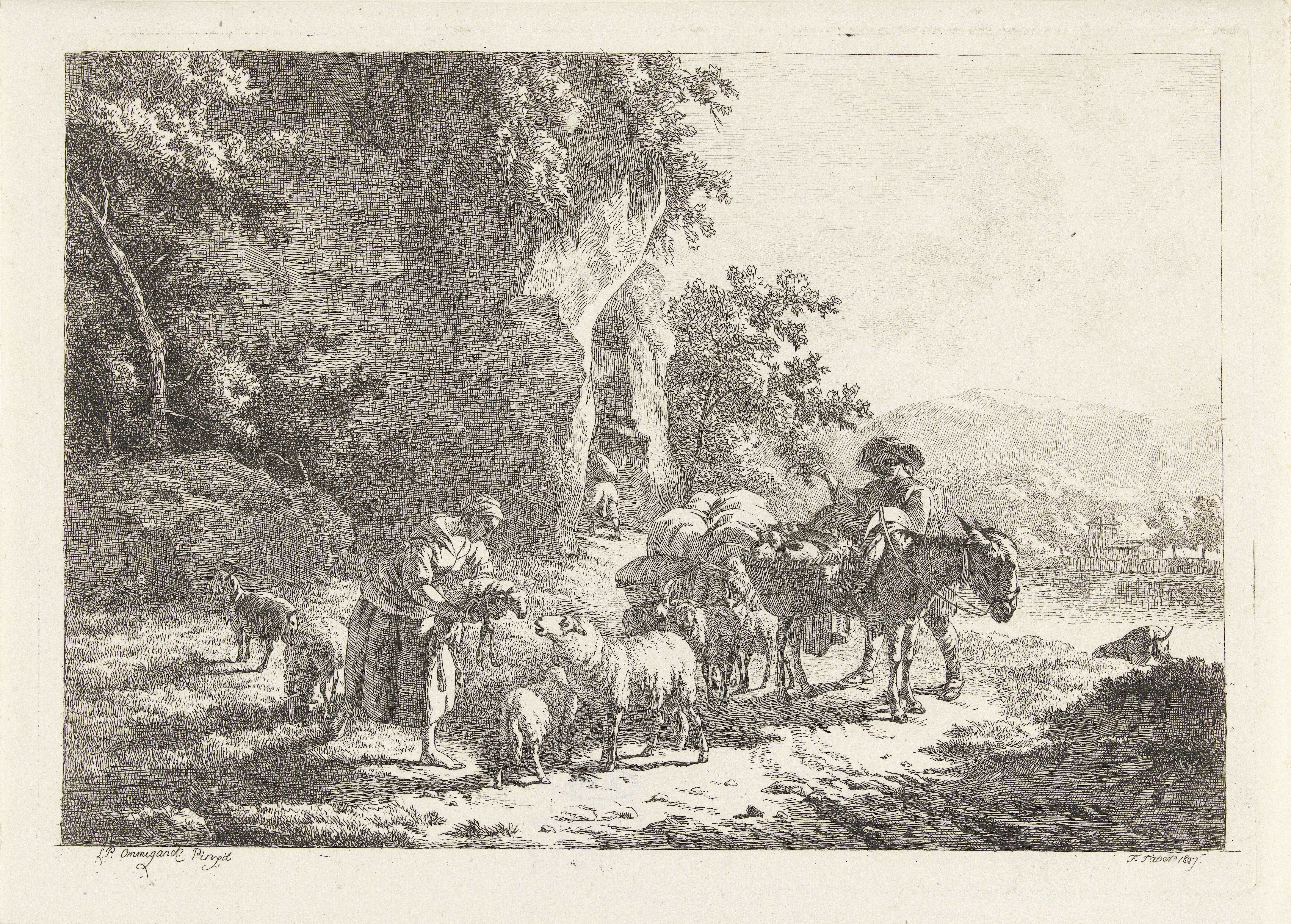
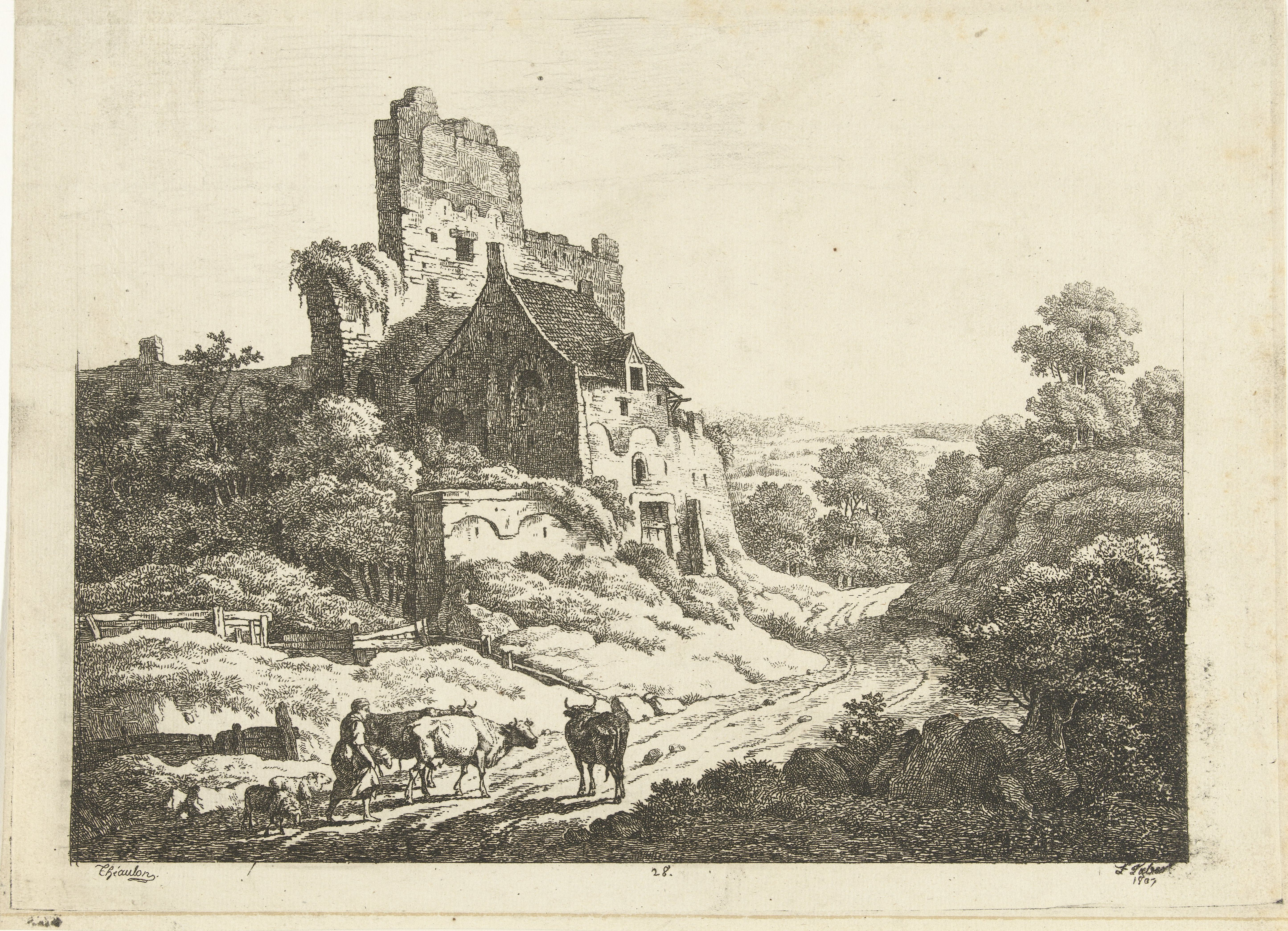
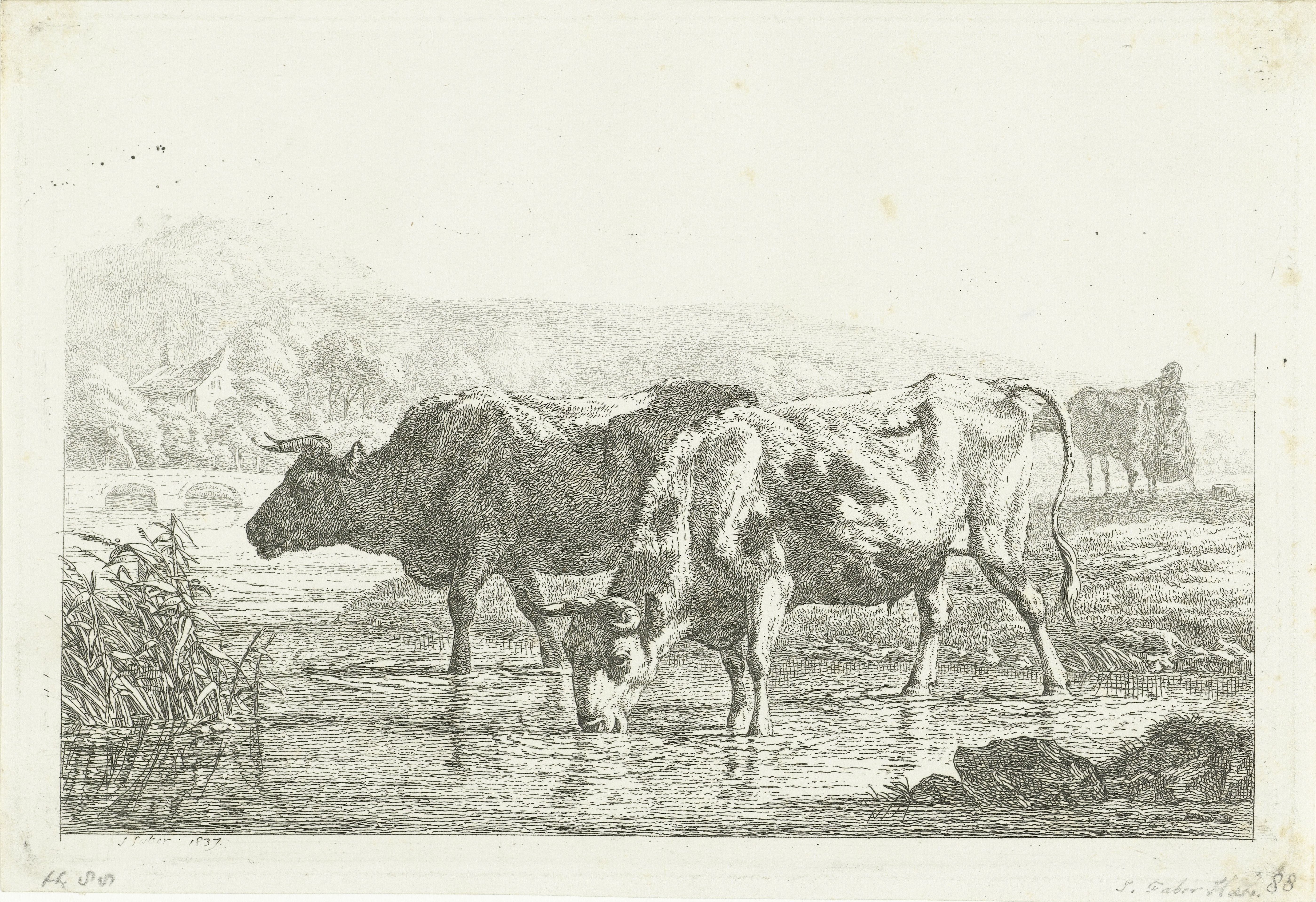